# Чапар-хан
Чапар або Джепер (*д/н — після 1310) — хан Угедейського улусу в 1301—1306, 1308—1310 роках.

## Життєпис
Походив з династії Чингізидів. Син Хайду, правителя улусів Угедея і Чагатая, був правнуком великого кагана Угедея. Про дату народження замало відомостей. У 1301 році після смерті батька вступив у боротьбу за владу з сином Орусом, якого оголосив спадкоємцем Хайду, а також сестрою хутулун-чаха (прообразом принцеси Турандот). В цій боротьбі Чапан спирався на підтримку багаторічного васала батька — хана Дуви. Боротьба проти Оруса та Хутулун тривала до 1303 року, коли у травні нарешті Чапар офіційно став ханом улусу Угедея в ставці Омил (неподалік від сучасного Чугучака, КНР).
Не маючи здібностей батька доволі швидко опинився під впливом Дуви. Водночас не зміг протистояти зазіханням Токти, хана Золотої Орди, який мав намір відновити вплив у білій Орді. В свою чергу Чапар разом з Дувою підтримала претендента на трон Коблука проти Баяна, васала Токти. Втім Чапар зазнав поразки, відмовившись від впливу на Білу Орду.
У 1304 році Чапар вступив в конфлікт з деякими з Чагатаїдів, які мешкали на межових землях Чагатайського і Угедейського улусів. Чапар напав на них та розбив. У 1305 році вирішив продовжити політику батька щодо підкорення усієї Монголії Чапар виступив юаньского імператора і великого кагана Оладжейту, з якими почалися бойові дії в районі Іртиша та Алтаю. В цей час війська Дуви, що визнав зверхність Оладжейту, у місцинах Чок-Балик і Арпа завдали поразки Шаху, братові Чапара. Після цього сплюндрували землі улусу в долині річки Талас.
Невдовзі Чапар став зазнавати невдачі з огляду на дії Дуви та юаньського війська. Серед наближених Чапара виникло невдоволення, оскільки їхні володіння став грабувати Дува. Тому вони залишили хана. Чапар залишився з 300 вояками. У 1307 році Дува замість Чапара поставив на чолі Угедейського улусу його брата Янгічара. В тому ж році Чапар вимушений був визнати зверхність Дуви, отримавши північний схід родинного улусу, землі в долині Ілі отримав інший угедеїд — Тюкме.
У 1308 році після смерті дуви влаштував повстання проти нового чагатайського хана Кончека, якого було повалено. Новим ханом став родича Чапара — Талігу. Завдяки цьому Чапар-хан відновив владу в Угедейському улусі. Проте вже у 1309 році Талігу загинув. Чапар розпочав боротьбу проти нового хана Кепека. У 1310 році Чапар в союзі з братами та небожем Тюкме рушив проти Кепек-хана, проте зазнав поразки в битві при Алмаликі. Чапар разом з Тюкме відступив за річку Ілі, де посварився з родичем. Чапар атакував Тюкме, переміг його та пограбував юрт останнього. За цим відступив до кордонів імперії Юань.
Подальша доля невідома. Втім, нащадки Чапара зуміли повернути спадкові володіння на півночі Семиріччя, брали участь у політичній боротьбі в середині XIV ст.